# Narre Warren East
Narre Warren East är en del av en befolkad plats i Australien. Den ligger i kommunen Yarra Ranges och delstaten Victoria, omkring 39 kilometer sydost om delstatshuvudstaden Melbourne. Antalet invånare är 488.
Runt Narre Warren East är det ganska tätbefolkat, med 75 invånare per kvadratkilometer.. Närmaste större samhälle är Berwick, nära Narre Warren East.
I omgivningarna runt Narre Warren East växer i huvudsak städsegrön lövskog. Genomsnittlig årsnederbörd är 1 251 millimeter. Den regnigaste månaden är maj, med i genomsnitt 154 mm nederbörd, och den torraste är januari, med 51 mm nederbörd.